# Przejście graniczne Korbielów-Oravská Polhora
Przejście graniczne Korbielów-Oravská Polhora – polsko-słowackie drogowe przejście graniczne, położone w województwie śląskim, w powiecie żywieckim, w gminie Jeleśnia, w miejscowości Korbielów, zlikwidowane w 2007.

## Opis
Przejście graniczne Korbielów-Oravská Polhora z miejscem odprawy granicznej po stronie słowackiej w miejscowości Oravská Polhora, zostało uruchomione 13 listopada 1995. Czynne było przez całą dobę. Dopuszczony był ruch osobowy, towarowy o dopuszczalnej masie całkowitej do 3,5 tony, mały ruch graniczny I kategorii, a od 7 stycznia 2005 o dopuszczalnej masie całkowitej do 7,5 tony, z wyłączeniem ruchu towarowego ponad 3,5 tony w godz. 22.00–5.00. Kontrolę graniczną osób, towarów oraz środków transportu wykonywała kolejno: Graniczna Placówka Kontrolna Straży Granicznej w Korbielowie, a następnie Placówka Straży Granicznej w Korbielowie.
Do przejścia granicznego po stronie polskiej prowadziła droga wojewódzka nr 945, a po stronie słowackiej droga krajowa nr 78.
21 grudnia 2007 na mocy układu z Schengen przejście graniczne zostało zlikwidowane.

### Przejścia graniczne z Czechosłowacją
W okresie istnienia Czechosłowackiej Republiki Socjalistycznej funkcjonowało w tym miejscu polsko-czechosłowackie przejście graniczne małego ruchu granicznego Korbielów-Oravská Polhora – II kategorii. Zostało utworzone 13 kwietnia 1960. Czynne było po uzgodnieniu umawiających się stron. Dopuszczony był ruch osób i środków transportu w związku z użytkowaniem gruntów. Odprawę graniczną i celną wykonywały organy Wojsk Ochrony Pogranicza. Kontrolę graniczną i celną osób, towarów oraz środków transportu wykonywała Strażnica WOP Korbielów.
W II RP istniało polsko-czechosłowackie przejście graniczne Korbielów-Polhora (miejsce przejściowe po drogach ulicznych), na drodze celnej Korbielów (polski urząd celny Korbielów) – Polhora (czechosłowacki urząd celny Polhora). Dopuszczony był mały ruch graniczny. Przekraczanie granicy odbywało się na podstawie przepustek: jednorazowych, stałych i gospodarczych.

## Galeria

Przejście graniczne Korbielów-Polhora
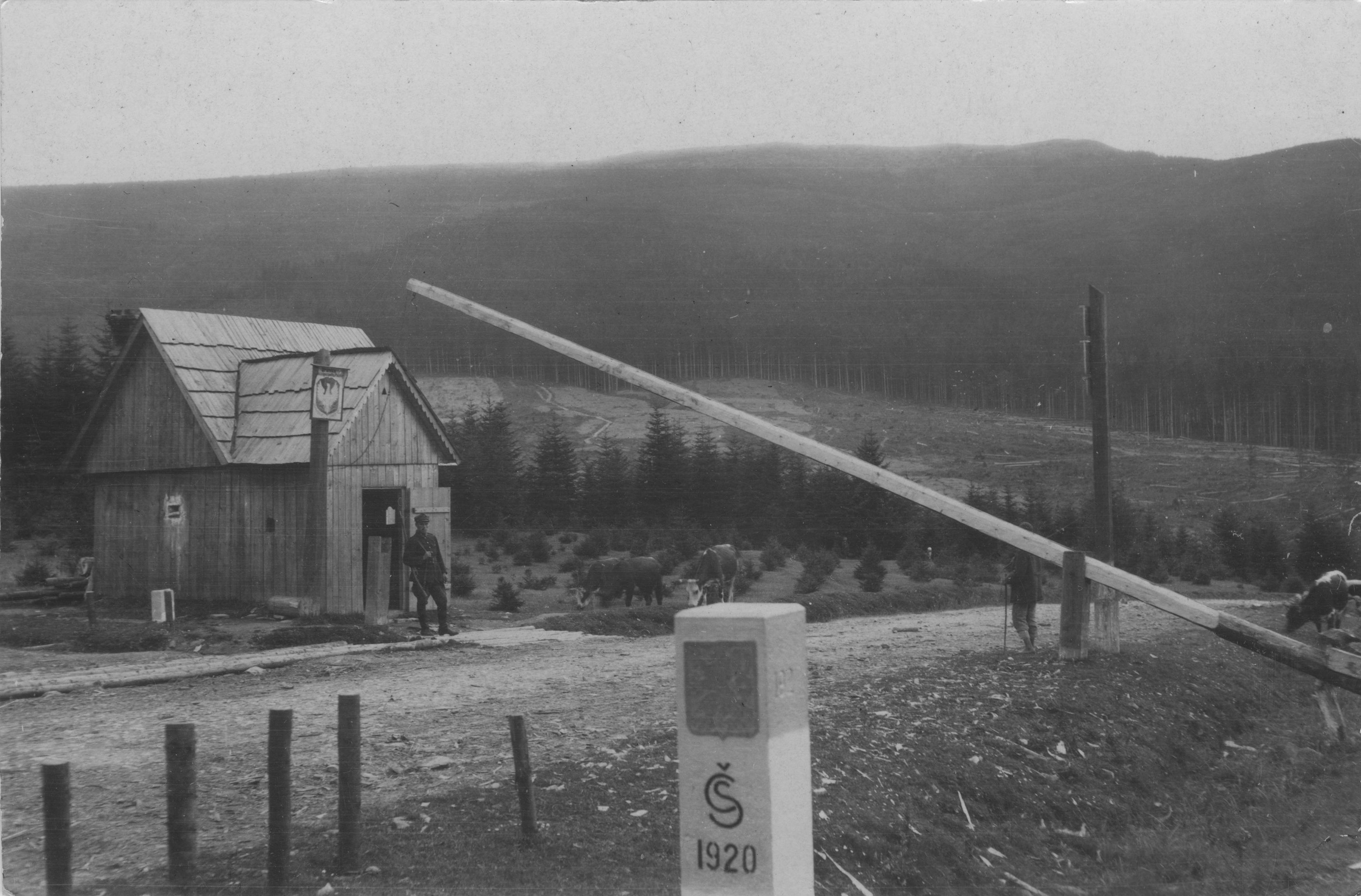
(1925)
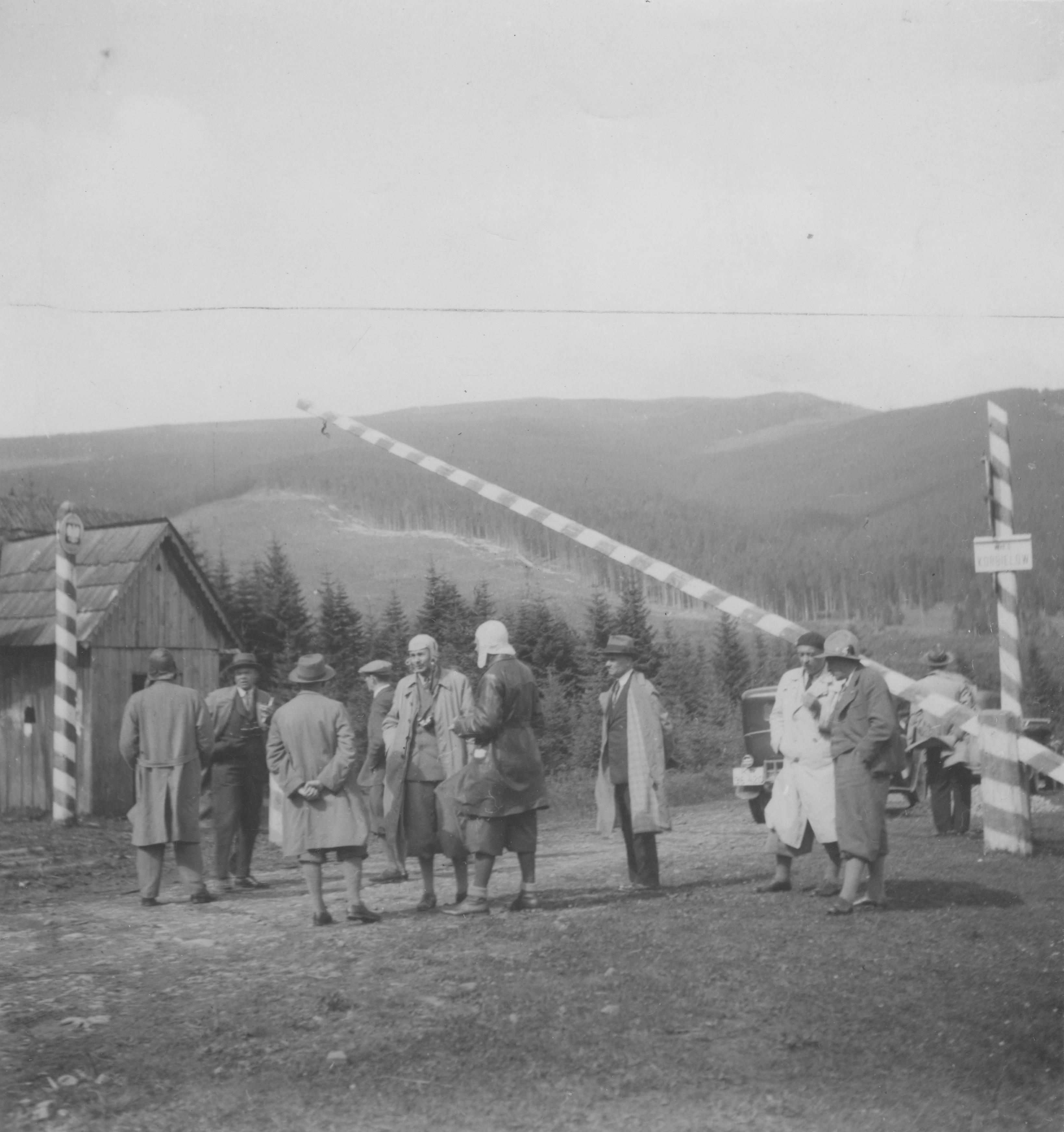
(1926–1936)